# 키쿠치 아키코 (가수)

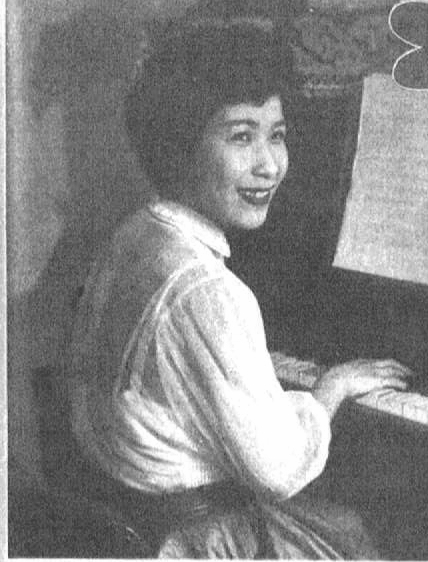
키쿠치 아키코

키쿠치 아키코(일본어: 菊池章子, 1924년 1월 28일~2002년 4월 7일)은 일본의 가수이다. 본명은 키쿠치 이쿠코(菊池郁子)이다.
1924년 도쿄시 시타야에서 태어났다. 1927년 금심류(錦心流 킨신류[*]) 비파 연주자인 하타케 슈스이(畑秀水) 문하로 들어가 비파를 배웠으며, 뛰어난 소질을 보여 1930년 비파 사범의 자격까지 갖추게 된다. 이후 가요에 흥미를 갖게 되며 오무라 노쇼(大村能章)가 설립했던 가요학원에 들어갔다. 1937년 13세의 나이로 컬럼비아에 입사하여 〈아이 아이 아이〉(噯噯噯)로 데뷔하려고 했으나, 검열되어 발매가 중지되었다. 1939년 9월 〈시집간다면〉(お嫁に行くなら)이라는 곡으로 비로소 데뷔했다. 1940년 쇼치쿠의 영화 《사랑의 폭풍》의 주제가 〈서로 부르는 노래〉가 크게 히트하였으며, 이를 시작으로 《호숫가의 이별》의 주제가 〈호숫가의 소녀〉 도 성공시키며 인기 가수로 발돋움했다. 1951년 처음 방송되었던 《NHK 홍백가합전》에 출연했던 14명의 유명 가수 중 한 명이었으며, 8년동안 모두 여섯 번 이 프로그램에 출연하게 된다.
1948년 작곡가 오쿠보 도쿠지로(大久保徳二郎)와 결혼하였으나, 1956년 이혼하였다. 1957년부터는 가수라는 직업과는 조금씩 멀어지게 되며, 시부야의 도겐자카에서 레코드 숍 '키쿠치'(キクチ)를 운영했다. 1967년 테이치쿠 레코드로 복귀하였고, 과거의 유행가를 다루는 프로그램에도 간혹 출연했다. 1978년 일본레코드대상 20주년을 맞이하여 기념 표창을 받았다. 1983년 일본엔카대상에서 공로상을 수상받았으며, 1987년에는 후생노동대신으로부터 감사장을, 제29회 일본레코드대상에서는 공로상을 수상받았다. 1997년 문화청 장관상을 받았고, 2000년 훈4등 서보장에 수훈되었다. 2002년 심장 마비로 사망하였다. 향년 78세.
키쿠치의 가족은 그녀를 필두로 음악인 집안이 된다. 전남편인 오쿠보는 작곡가, 색소폰 연주자였다. 오쿠보는 키쿠치와 결혼하기 한참 전인 1936년에 아들 오쿠보 나오히코(大久保直彦)를 낳았으며 키쿠치는 그의 의모가 된다. 나오히코는 일본의 중의원과 참의원을 지냈다. 키쿠치의 동생 다마 유키코(多摩幸子) 또한 언니처럼 가수로 활동하였고, 와다 히로시와 마히나 스타즈와 함께 부른 〈북상야곡〉(北上夜曲)과 같은 대히트 곡으로 알려졌다. 손자로는 밴드 camino의 기타리스트 KIKU와 작곡가로 활동하고 있는 키쿠치 카즈히토(菊池一仁)가 있다.